# Amanda Micheli

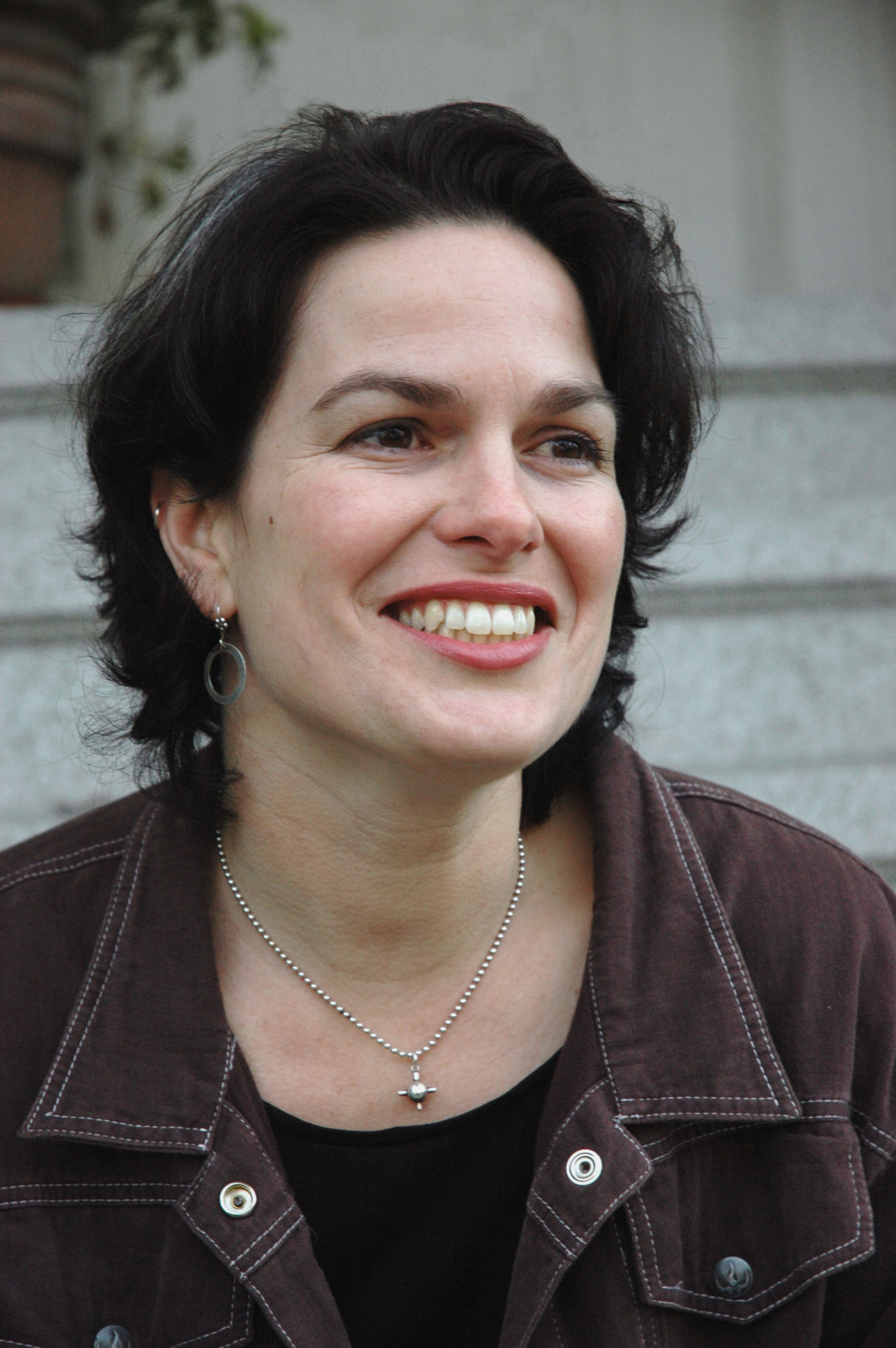
Amanda Micheli (2008)

Amanda Micheli (* Juni 1972 in Boston, Massachusetts) ist eine US-amerikanische Filmregisseurin, die sich auf Dokumentarfilme spezialisiert hat.

## Leben und Wirken
In ihrer Jugend spielte Micheli für mehr als zehn Jahre Rugby und war Mitglied der US-amerikanischen Rugby-Nationalmannschaft.
Micheli studierte an der Harvard University. Für ihr Abschlussprojekt, den Film Just for the Ride, der die Welt von Rodeo-Cowgirls zeigt, erhielt sie einen Student Academy Award sowie Auszeichnungen der International Documentary Association und des Chicago International Film Festivals. 2005 folgte ihr Dokumentarfilm Double Dare über die Stuntfrauen Zoë Bell und Jeannie Epper und deren Versuch, in Hollywood Fuß zu fassen. 2022 führte sie bei der Netflix-Dokumentation über Jennifer Lopez, Halftime, Regie.
Für den Dokumentarfilm La Corona, bei dem Micheli gemeinsam mit Isabel Vega Regie führte, erhielt sie 2008 eine Oscarnominierung in der Kategorie Bester Dokumentar-Kurzfilm.
Neben ihrer Tätigkeit als Filmregisseurin arbeitet Micheli auch als Filmproduzentin und Kamerafrau. Auch hat sie für Kunden wie Nike, Google, Adobe, Verizon und die U.S. Air Force Werbefilme gedreht. Außerdem hält sie regelmäßig Vorträge an der Stanford University und arbeitete als Creative Director bei MasterClass.
Micheli ist die Gründerin von Runaway Films. Seit 2016 ist sie zudem Mitglied der Academy of Motion Pictures Arts and Sciences.

## Filmografie (Regie)
- 1995: Just for the Ride
- 2004: 3, 2, 1 – Action
- 2005: Double Dare
- 2008: La Corona (Kurzfilm)
- 2011: The Save (Kurzfilm)
- 2012: One Nation Under Dog
- 2016: Vegas Baby
- 2016: Religion of Sports (Fernsehserie, 1 Folge)
- 2022: Jennifer Lopez: Halftime